# Férfi kajak kettes 1000 méter az 1936. évi nyári olimpiai játékokon
Az 1936. évi nyári olimpiai játékokon a kajak-kenu férfi kajak kettes 1000 méteres versenyszámát augusztus 8-án rendezték Berlin-Grünau-ban.

## Eredmények
Az időeredmények másodpercben értendők. A rövidítések jelentése a következő:
- OB: olimpiai legjobb idő
- Q: továbbjutás helyezés alapján
- DQ: kizárás

### Előfutamok
Az előfutamokból az első négy helyezett a döntőbe jutott, a többiek kiestek.
| Helyezés | Nemzet                                                  | Idő      | Mj       |
| 1. futam | 1. futam                                                | 1. futam | 1. futam |
| -------- | ------------------------------------------------------- | -------- | -------- |
| 1.       | Ausztria (AUT) · Adolf Kainz · Alfons Dorfner           | 4:10,0   | Q, OB    |
| 2.       | Hollandia (NED) · Nicolaas Tates · Willem van der Kroft | 4:22,2   | Q        |
| 3.       | Csehszlovákia (TCH) · František Brzák · Josef Dusil     | 4:22,7   | Q        |
| 4.       | Dánia (DEN) · Verner Løvgreen · Axel Svendsen           | 4:24,8   | Q        |
| 5.       | Egyesült Államok (USA) · Ernest Riedel · Burr Folks     | 4:24,9   |          |
| 6.       | Franciaország (FRA) · René Lacelle · Jules Mackowiak    | 4:36,6   |          |
| 2. futam |                                                         |          |          |
| 1.       | Svédország (SWE) · Sixten Jansson · Gunnar Lundqvist    | 4:11,8   | Q        |
| 2.       | Németország (GER) · Ewald Tilker · Fritz Bondroit       | 4:11,9   | Q        |
| 3.       | Svájc (SUI) · Rudolf Vilim · Werner Klingelfuss         | 4:30,8   | Q        |
| 4.       | Kanada (CAN) · Edward Deir · Frank Willis               | 4:32,0   | Q        |
| 5.       | Belgium (BEL) · Frans De Blaes · Albert Joris           | 4:42,1   |          |
| 6.       | Magyarország (HUN) · Cseh Gábor · Gelle Sándor          | 4:50,7   |          |

### Döntő
| Helyezés | Nemzet                                                  | Idő    | Mj |
| -------- | ------------------------------------------------------- | ------ | -- |
| Arany    | Ausztria (AUT) · Adolf Kainz · Alfons Dorfner           | 4:03,8 | OB |
| Ezüst    | Németország (GER) · Ewald Tilker · Fritz Bondroit       | 4:08,9 |    |
| Bronz    | Hollandia (NED) · Nicolaas Tates · Willem van der Kroft | 4:12,2 |    |
| 4.       | Csehszlovákia (TCH) · František Brzák · Josef Dusil     | 4:15,2 |    |
| 5.       | Svájc (SUI) · Rudolf Vilim · Werner Klingelfuss         | 4:22,8 |    |
| 6.       | Kanada (CAN) · Edward Deir · Frank Willis               | 4:24,5 |    |
| 7.       | Dánia (DEN) · Verner Løvgreen · Axel Svendsen           | 4:26,6 |    |
|          | Svédország (SWE) · Sixten Jansson · Gunnar Lundqvist    | 4:06,1 | DQ |